# Ghana Baptist University College

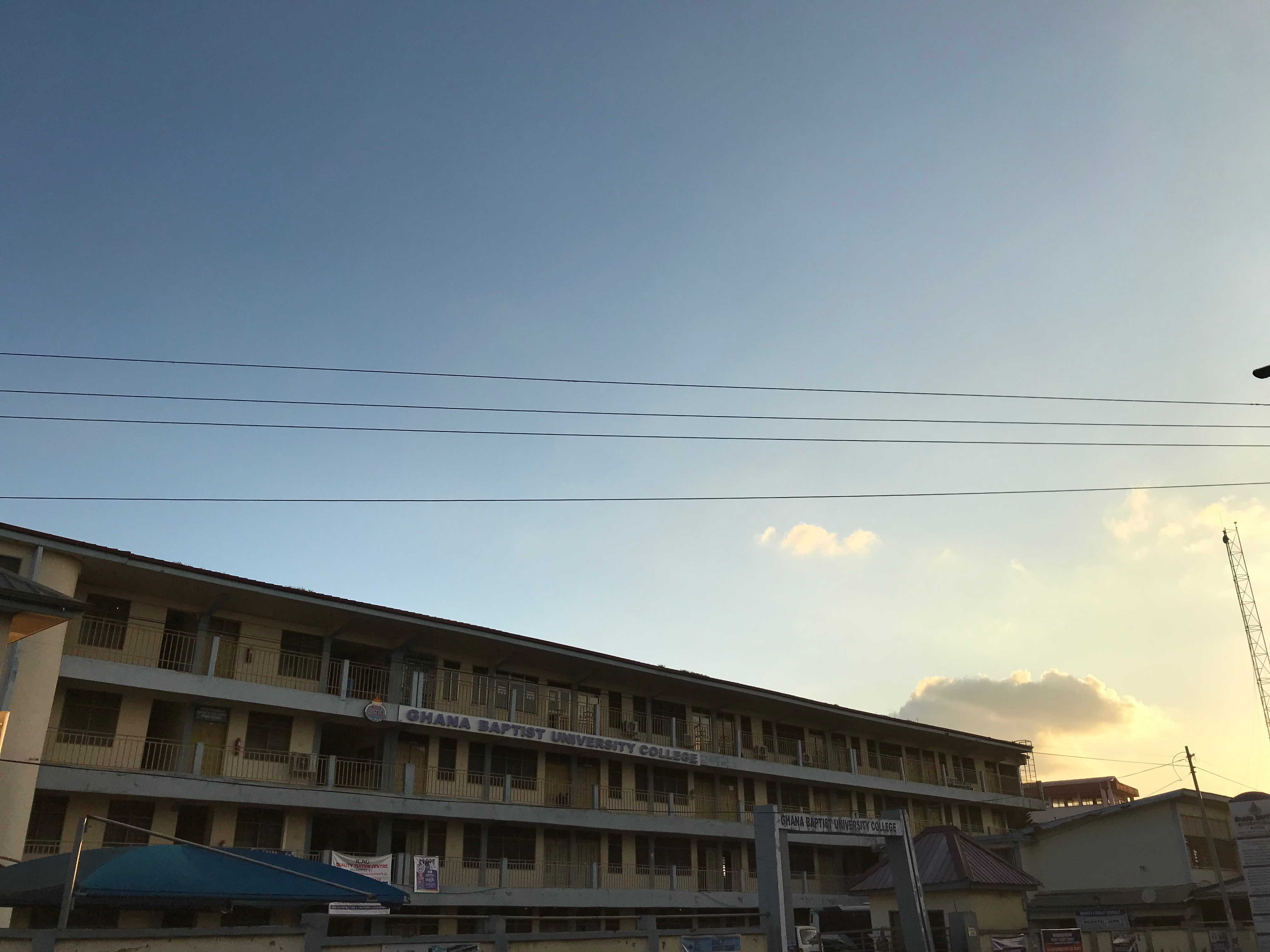
Das College im Jahr 2023

Die Baptist University College (Baptistische Universität; abgekürzt: BUC) in Kumasi ist ein University College, das der University of Cape Coast angeschlossen ist. Mit seiner Gründung im November 2006 ist es die jüngste Universität in Ghana. Hier wird auf das Diplom in Theologie sowie auf das in Kirchenmusik vorbereitet. Ferner sind die Studiengänge auf den Bachelorabschluss in Theologie, Betriebswirtschaft, Krankenpflege und Sozialwissenschaften angelegt. 

## Geschichte
Bereits 1956 begann Dr. William A. Poe, ein Missionar der US-amerikanischen Southern Baptist Convention, in seiner Garage in Amakom mit fünf jungen Männern eine pastorale Ausbildung. 1958 gründete die baptistische Kirche eine höhere Schule in Asokore Mampong, die zusammen mit der Pastorenausbildung im Sadler Baptist College durchgeführt wurde. 1961 wurde die Pastorenausbildung wieder herausgenommen und nach Abuakwa verlegt, wo sie zu einem theologischen Seminar ausgebaut wurde. Die Namen des Seminars wechselten noch einige Male, bis es Ghana Baptist Theological Seminary benannt wurde. Nach fünfzigjährigem Bestehen im Jahr 2006 konnte die Ghana Baptist Convention bewirken, dass das universitäre Niveau erreicht wurde, was am 25. November 2006 unter der Leitung von Reverend Professor Samuel Nyarko Boapeah gefeiert und eingeführt wurde.